# 附属复杂度
附屬复杂度（Accidental complexity）是指電腦軟體開發過程中所引入不必要的复杂度。附屬复杂度不是待求解問題的本質，相對而言，
本質複雜度和待求解問題的本質有關，是無法避免的。附屬复杂度一般是因為選用求解問題的方法時所引入的。
有時附屬复杂度可以歸因於像無效的規劃等錯誤，不過有時附屬复杂度是求解問題時伴隨產生的副作用。例如因為記憶體用完而產生的复杂度是一種附屬复杂度，但只要決定使用電腦求解問題，就會存在這種复杂度。
好的軟體架構、設計及實現可以將附屬复杂度降到最低，過多的附屬复杂度是一個反面模式的例子。
圖靈獎得主佛瑞德·布魯克斯在1980年代中期已開始使用附属复杂度。他也在1995年時在《人月神話》中的沒有銀彈一段中提出他的新論點。